# Haiyang
För andra betydelser, se Haiyang (olika betydelser).
Haiyang är en stad på häradsnivå som lyder under Yantais stad på prefekturnivå i Shandong-provinsen i norra Kina. Den ligger omkring 370 kilometer öster om provinshuvudstaden Jinan. 